# Sydir Holoubovytch
Sydir Holoubovytch (en ukrainien : Cидip Голубович), né en 1873 à Housiatyn en Galicie (à l'époque partie de l'Autriche-Hongrie et aujourd'hui en Ukraine) et mort en 1938 à Lviv, est un homme d'État galicien. Il occupa le poste de Premier ministre au sein de la République populaire d'Ukraine occidentale.
Sydir Holoubovytch étudia le droit à l'Université de Lviv puis devint membre du parlement autrichien de 1911 à 1918 et de la Diète de Galicie en 1913. Après la Première Guerre mondiale, il succéda à Kost Levytsky au poste de premier ministre de la République populaire d'Ukraine occidentale. Fonction exercée du 4 janvier au 9 juin 1919. Bien que cette république fusionna avec la République populaire ukrainienne le 22 janvier 1919, ce poste perdura jusqu'à la prise du système gouvernementale par Yevhen Petrouchevytch. Sydir Holoubovytch fut l'un des fondateurs de l’Alliance démocratique nationale ukrainienne en 1925.